# Placiphorella hanselmani
Placiphorella hanselmani är en blötdjursart som beskrevs av Clark 1994. Placiphorella hanselmani ingår i släktet Placiphorella och familjen Mopaliidae.
Artens utbredningsområde är Californiaviken. Inga underarter finns listade i Catalogue of Life.